# The Real People
The Real People é uma banda britânica formada em Liverpool em 1986. É composta por Tony Griffiths (baixo, vocal), Chris Griffiths (guitarra, vocal), Martin Lappin (guitarra), Tony McGuigan (bateria) e James Breckon (teclado).
Formada em 1986 pelos irmãos Griffiths, a banda era inicialmente conhecida como JoJo and the Real People com Dave Reilly (bateria), Jay Norton (teclados), Phil Coxon (guitarra) e Gordon Morgan (guitarra), embora Norton tenha saído da banda antes de qualquer gravação de estúdio. Eles lançaram alguns singles que não obtiveram sucesso. Após a mudança de nome, Tony Elson substituiu Reilly na bateria, e Sean Simpson substituiu Morgan e Coxon nas guitarras. Após um álbum de estreia em 1988, The Real People encontrou sucesso em 1991 com seu álbum epônimo.

## Discografia

### Álbuns
| Ano  | Título                   | UK Albums Chart |
| ---- | ------------------------ | --------------- |
| 1988 | Mini L.P.[A]             | —               |
| 1991 | The Real People          | 59              |
| 1996 | What's on the Outside    | —               |
| 2010 | Think Positive           | —               |
| 2012 | Marshmellow Lane[B]      | —               |
| 2016 | Monday Morning Breakdown | —               |

### Singles
| Ano  | Título                          | UK Singles Chart |
| ---- | ------------------------------- | ---------------- |
| 1987 | "One by One"[C]                 | —                |
| 1987 | "Lady Marmalade"[C]             | —                |
| 1990 | "Window Pane"                   | 60               |
| 1991 | "Open Up Your Mind (Let Me In)" | 70               |
| 1992 | "The Truth"                     | 41               |
| 1992 | "Believer"                      | 38               |
| 1993 | "Too Much Too Young"            | —                |
| 1995 | "Bring You Down"                | —                |
| 1995 | "Going Nowhere"                 | —                |
| 1995 | "Every Vision of You"           | 138              |
| 1996 | "Rayners Lane"                  | 98               |
| 1996 | "Rolling Stone"                 | 106              |
| 1997 | "The People in the Telly"       | 155              |

"Window Pane" também chegou à posição 11 na parada Modern Rock Tracks, dos Estados Unidos, em 1992.